# London Critics' Circle Film Awards 2015
36. ročník předávání cen London Critics' Circle Film Awards se konal dne 17. ledna 2015.

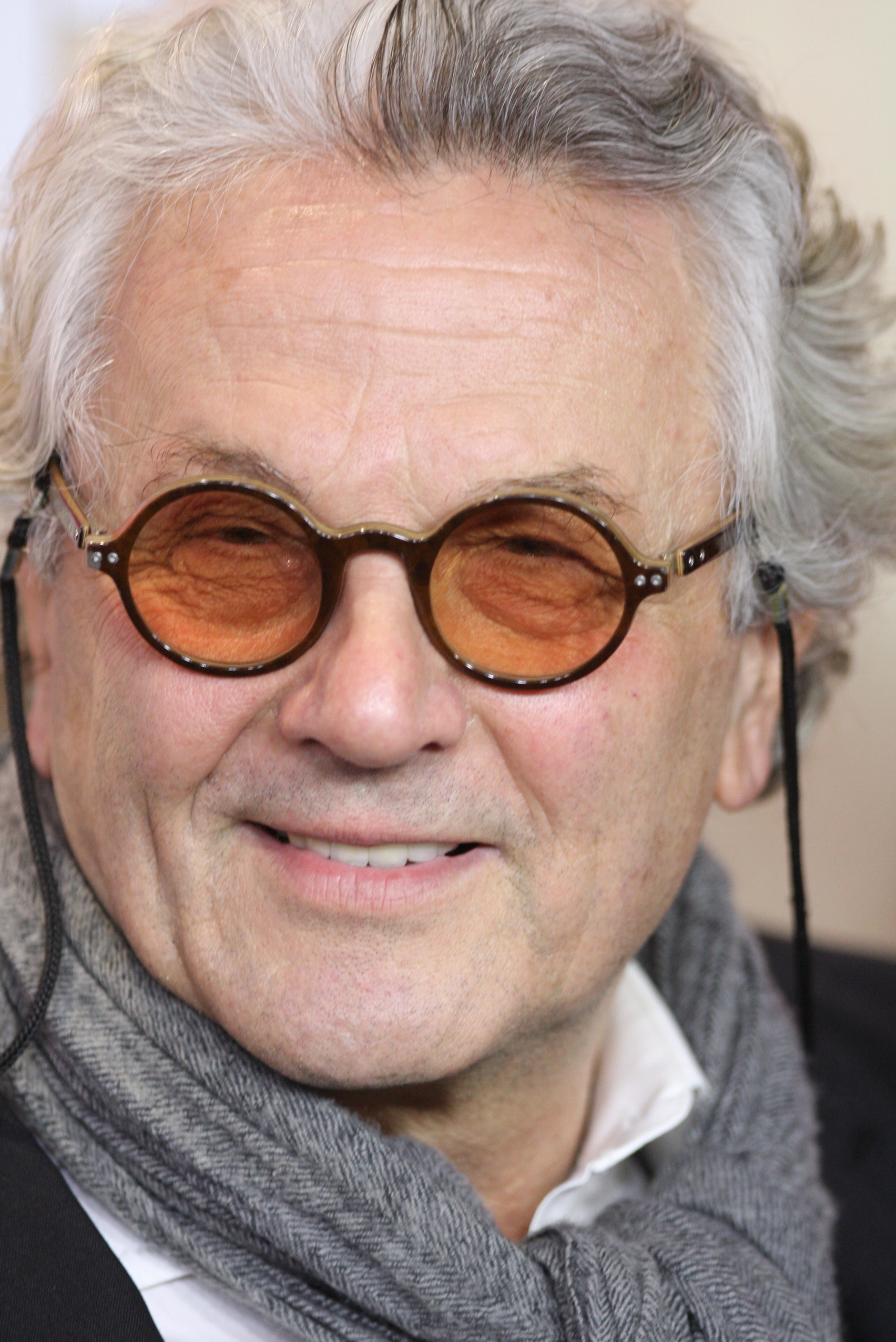
George Miller vítěz v kategorii nejlepší režie

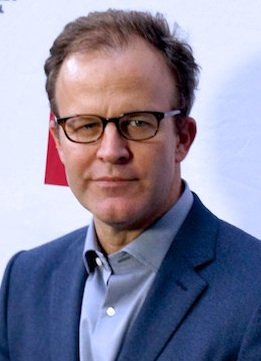
Tom McCarthy vítěz v kategorii nejlepší scénář

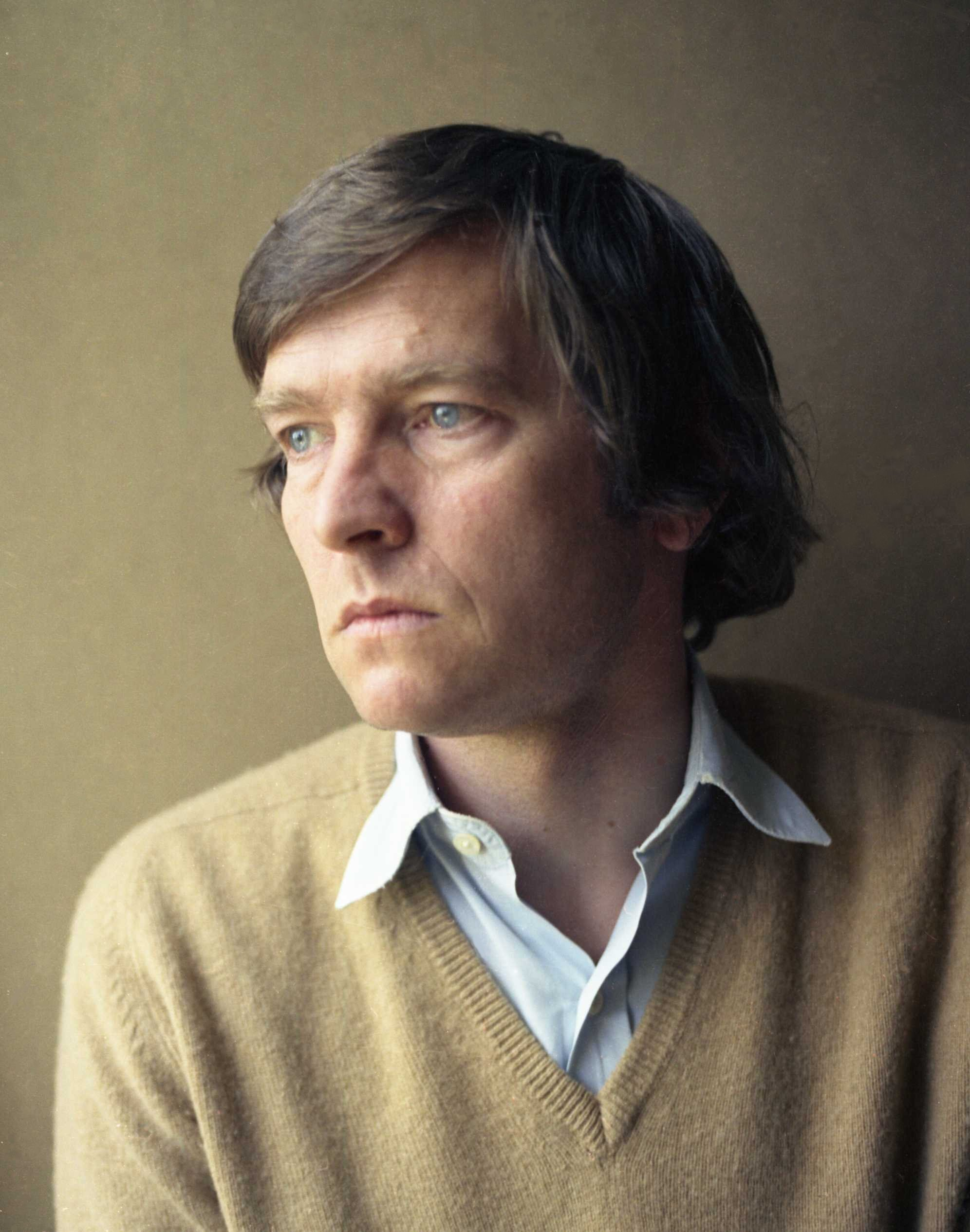
Tom Courtenay vítěz v kategorii nejlepší herec v hlavní roli

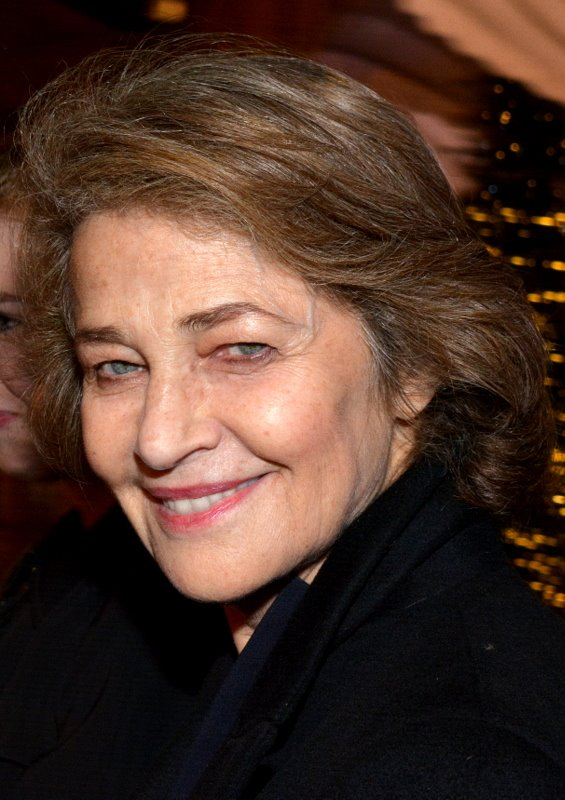
Charlotte Rampling vítězka v kategorii nejlepší herečka v hlavní roli

## Vítězové a nominovaní

### Nejlepší film
Šílený Max: Zběsilá cesta
- Spotlight
- Carol
- Revenant Zmrtvýchvstání
- Marťan
- Room
- 45 let
- Amy
- V hlavě
- Podoba ticha

### Nejlepší britský/irský film
45 let
- Amy
- Brooklyn
- Humr
- London Road

### Nejlepší režisér
George Miller – Šílený Max: Zběsilá cesta
- Andrew Haigh – 45 let
- Todd Haynes – Carol
- Alejandro González Iñárritu – Revenant Zmrtvýchvstání
- Ridley Scott – Marťan

### Nejlepší scénář
Tom McCarthy a Josh Singer – Spotlight
- Emma Donoghue – Room
- Nick Hornby – Brooklyn
- Phyllis Nagy – Carol
- Aaron Sorkin – Steve Jobs

### Nejlepší herec v hlavní roli
Tom Courtenay – 45 let
- Leonardo DiCaprio – Revenant Zmrtvýchvstání
- Michael Fassbender – Steve Jobs
- Paul Dano – Love & Mercy
- Tom Hardy – Legendy zločinu

### Nejlepší herečka v hlavní roli
Charlotte Rampling – 45 let
- Cate Blanchett – Carol
- Brie Larson – Room
- Saorise Ronan – Brooklyn
- Rooney Mara – Carol

### Nejlepší herec ve vedlejší roli
Mark Rylance – Most špionů
- Benicio del Toro – Sicario: Nájemný vrah
- Oscar Isaac – Ex Machina
- Tom Hardy – Revenant Zmrtvýchvstání
- Michael Keaton – Spotlight

### Nejlepší herečka ve vedlejší roli
Kate Winslet – Steve Jobs
- Alicia Vikander – Ex Machina
- Kristen Stewart – Sils Maria
- Tilda Swinton – Vykolejená
- Olivia Colmanová – Humr

### Nejlepší britský/irský herec
Tom Hardy – Legendy zločinu, London Road, Šílený Max: Zběsilá cesta a Revenant Zmrtvýchvstání
- Michael Caine – Kingsman: Tajná služba a Mládí
- Idris Elba – Bestie bez vlasti a Second Coming
- Colin Farrell – Humr a Miss Julie
- Michael Fassbender – Macbeth, Slow West a Steve Jobs

### Nejlepší britská/irská herečka
Saoirse Ronan – Brooklyn a Lost River
- Emily Bluntová – Sicario: Nájemný vrah
- Carey Mulligan – Daleko od hlučícího davu a Sufražetka
- Charlotte Rampling – 45 let a Zakázaná komnata
- Kate Winslet – Švadlena, Králova zahradnice a Steve Jobs

### Nejlepší britská/irská mladá herečka/mladý herec
Maisie Williamsová – Ztrácení
- Asa Butterfield – X+Y
- Milo Parker – Mr. Holmes a Robot Overlords
- Florence Pughová – Ztrácení
- Liam Walpole – Goob

### Nejlepší dokument
Amy
- Going Clear: Scientology and the Prison of Belief
- Podoba ticha
- Palio
- Syrská love story

### Nejlepší cizojazyčný film
Podoba ticha
- Eden
- Je těžké být bohem
- Příběh o princezně Kaguje
- Kmen

### Objev roku – britský/irský filmař
Babak Anvari – Zahaleni stínem
- Rachel Tunnard – Adult Life Skills
- Guy Hibbert – Oko v oblacích
- Peter Middleton a James Spinney – Poznámky o slepotě
- Mike Carey – Nejnadanější dívka

### Nejlepší britský/irský krátkometrážní film
Benjamin Cleary – Zádrhel
- Fyzal Boulifa – Rate Me
- Jorn Threlfall – Over
- Simon Mesa Soto – Leidi
- Duncan Cowles – Directed by Tweedie

### Nejlepší technika
Carol – Edward Lachman (kamera)
- Carol – Carter Burwell (hudba)
- Popelka – Sandy Powell (kostýmy)
- Ex Machina – Andrew Whitehurst (vizuální efekty)
- Macbeth – Alistair Sirkett a Markus Stemler (zvuk)
- Šílený Max: Zběsilá cesta – Colin Gibson (výprava)
- Šílený Max: Zběsilá cesta – John Seale (kamera)
- Mission Impossible – Národ grázlů – Wade Eastwood (kaskadérská práce)
- Sicario: Nájemný vrah – Tom Ozanich (zvuk)
- Steve Jobs – Elliot Graham (střih)

### Ocenění Dilys Powella
Kenneth Branagh